# Nøddebo Præstegård
 For alternative betydninger, se Nøddebo Præstegård (flertydig). (Se også artikler, som begynder med Nøddebo Præstegård)
Nøddebo Præstegård er et dansk skuespil i komediegenren skrevet af skuespilleren Elith Reumert baseret på en fri fortolkning af romanen Ved Nytaarstid i Nøddebo Præstegaard skrevet af professor, dr.theol., Henrik Scharling og udgivet i 1862 under pseudonymet "Fortælling af Nicolai, 18 Aar gammel". Romanen handler om tre studenter fra København, der i juleferien er sammen med præstefamilien i Nøddebo Præstegaard og de romantiske forviklinger, der opstår under opholdet.
Skuespillet, der indeholder en række populære sange, blev første gang sat op på Folketeatret i 1888 med Reumert i hovedrollen som Nicolai. Opsætningen blev en fast del af Folketeatrets repertoire omkring juletid og blev opført mere end 2.000 gange på Folketeatret i stort set uændret udgave frem til 1970, hvor det oprindelige stykke blev fremført for sidste gang. Den dengang ny tiltrådte direktør på Folketeatret Preben Harris udtalte i 1971, at tiden var kommet til en opdatering af skuespillet, og der blev herefter foretaget en ændring af det oprindelige stykke, der dels opdaterede sproget, forenklede persongalleriet og drejede stykket i retning af vaudeville. Det justerede stykke blev i 1980 udgivet i bogform Nøddebo Præstegaard på Thaning & Appel (ISBN 87-413-6216-0).
Nøddebo Præstegaard er opført adskillige gange på andre teatre end Folketeatret rundt omkring i landet og er med mere end 5.000 forestillinger sammen med Elverhøj det mest spillede danske skuespil. Mange danske skuespillere har medvirket ved opsætningerne, herunder Else Marie Hansen, der i 1909 som femårig debuterede som nissebarn i forestillingen og ved genoptagelsen i 1979 på Folketeatret spillede rollen som Sidse Lugekone.

## Filmatiseringer
Nøddebo Præstegård er blevet filmatiseret tre gange:
- Som stumfilmen Nøddebo Præstegård fra 1911 med bl.a. Albert Price på rollelisten som præsten Hans Blicher.
- I Nordisk Films klassiske indspilning fra 1934 Nøddebo Præstegård med bl.a. Hans Kurt som Nikolaj og Johannes Meyer som præsten.
- Genindspilning i 1974 Nøddebo Præstegård skrevet og instrueret af Peer Guldbrandsen, med en lang række af tidens kendte skuespillere i rollerne, herunder Poul Bundgaard som pastor Blicher.